# Clémence de Bourgogne
Clémence de Bourgogne (v. 1078 - v. 1133), fille de Guillaume Ier de Bourgogne et d'Étiennette de Bourgogne. Comtesse de Flandre jusqu'en 1111 par son mariage avec Robert II de Flandre, puis comtesse de Brabant par son mariage vers 1125 avec Godefroid Ier de Louvain. Elle est la sœur du pape Calixte II.
De passage à travers la Bourgogne, à son retour de Jérusalem, Robert Ier de Flandre arrange son mariage avec son fils Robert II. Le mariage a probablement lieu en 1090. Le comte de Flandre dote les jeunes mariés d'une douzaine de villes, ce qui représente environ un tiers du comté.
De son mariage avant 1092 avec Robert, Clémence est la mère de :
- Baudouin VII (v. 1093-1119) ;
- Guillaume (1094-1109) ;
- Philippe (1095-) (mort jeune).

Devenue veuve du comte de Flandre, Clémence entre en conflit avec son fils Baudouin VII qui réclame l'intégralité du comté. L'affaire est portée devant la curie des nobles flamands, le roi de France est appelé en arbitre. Finalement tout cela se règle à l'amiable lorsque Baudouin devient l'administrateur des terres de sa mère.
Vers 1125, Clémence se remarie avec Godefroid Ier de Louvain, comte de Brabant de 1095 à 1139. Ce second mariage fut sans enfant.
Après sa mort, elle est inhumée dans l'abbaye Notre-Dame de Bourbourg qu'elle avait fondée.